# Бармашур
Бармашу́р (рос. Бармашур) — присілок у складі Ярського районі Удмуртії, Росія.

## Загальне
Найбільші вулиці:
- Зарічна
- імені Баришникова
- Кірова
- Молодіжна
- Радянська
- Чепецька

У присілку народився відомий Удмуртський комуністичний діяч — Баришников Степан Павлович. 1989 року йому було відкрито тут пам'ятник.

## Населення
Населення — 500 осіб (2010, 517 у 2002).
Національний склад станом на 2002 рік:
- удмурти — 78 %

## Соціальна сфера
В Бармашурі діють дитячий садок на 20 місць, бібліотека та будинок культури. В минулому у присілку була початкова школа. Заснована на початку XX століття, вона знаходилась в будинку Л. М. Кощеєва на другому поверсі. Мала всього 4 класи, у яких вчились також діти з сусідніх населених пунктах Яр, Вершинята, Кичино та станції Яр. 1913 року школа була переведена до станції Яр і на сьогодні діти вчаться там.

## Економіка
Серед підприємств працюють агробудівнича фірма «Чепца», СВК «Мир» та агрофірма «Ера», яка займається тваринництвом, Ярська газова дільниця «Глазовгаз». Найбільшим підприємством є СВК «Мир», яке має загальної земельної площі в 4996 га, у тому числі рілля складає 3710 га, пасовиська 562 га, сінокоси 669 га. В нього планується вкладення до 200 млн рублів.
Бармашур знаходиться на перехресті районних доріг — на північ до села Пудем, на захід до Кіровської області, на південний схід до селища Яр. Тут починається об'їзна дорога навколо районного центру та дорога на присілок Кичино. На північній околиці проходить залізниця Москва-Владивосток.